# Корпус Икс
Корпус Икс (англ. X-Corps) — вымышленная команда, появляющаяся в американских комиксах, издаваемых Marvel Comics и связанная с Людьми Икс (X-Men). Были ли они хорошими или плохими, оставалось предметом споров даже среди Людей Икс, но команда выступала в качестве мутантской полиции, созданной бывшим участником Людей Икс Банши в Uncanny X-Men (#401, январь 2002). Концепция команды была создана Джо Кейси и Роном Гарни.

## Предыстория
Бывший агент Интерпола Шон Кэссиди (также известный как Банши) был сломленным человеком. После смерти Мойры Мактаггерт — давнего союзника Людей Икс и бывшей любовницы Банши — и закрытия Массачусетской академии, где проживало Поколение Икс, наставником которых он был, Банши почувствовал, что потерпел неудачу во всём в своей жизни. Он стал переоценивать вещи в своей жизни, и среди этих вещей была мечта Чарльза Ксавьера о мирном сосуществовании людей и мутантов. За все годы его борьбы вместе с Людьми Икс произошли ли какие-либо реальные изменения? С этой мыслью Банши начал переосмысливать мечту Ксавьера новым смелым способом: почему бы не использовать мутантов в качестве полиции для регулирования деятельности других мутантов вместо того, чтобы ждать возникновения кризиса? Используя заброшенный объект А.И.М. и свои связе с Интерполом при помощи некоторых бывших друзей и учеников Банши создал Корпус Икс. Целью отряда была охрана популяции мутантов в Европе.
Основу группы Банши составили Множитель, его бывшими учениками Хаск, Джубили и М, бывший член Отряда Альфа Радиус и бывшая временная участница Людей Икс Санпайр. Однако отличительным элементом, который отличал эту группу от других команд Людей Икс, было включение известных террористов, таких как Лавина, Пузырь и позже Февр Питч. Первоначально Банши держал этих суперзлодеев в узде с помощью Мастермайнда (Мартиники Джейсон). Банши захватил её и манипулировал её иллюзорными силами, чтобы держать злодеев под своим контролем. Также в качестве «гостя» была загадочная Бездна, которую изучала Санпайр.